# 紫斑竹蛏
是帘蛤目竹蛏科竹蛏属的一种。主要分布于南海、中国大陆、台湾，常栖息在潮间带至潮下带，潮间带及浅海细沙质海底。